# Recuva
Recuvaは、Piriformが開発したMicrosoft Windows向けデータ復旧ソフトウェアである。
「永久に」削除されオペレーティングシステムによってフリースペースとしてマークされたファイルを復旧させることができる。またUSBメモリ、メモリーカード、MP3プレーヤーで削除されたファイルを復旧することもできる。
vnunet.comはRecuvaについて「過去に我々がリサイクルや削除を行なってきたファイルのアンデリートやサルベージに効果的なツールである」と述べた。また、FATとNTFSの両ファイルシステムに対応しており、失われたディレクトリ構造の復旧やファイル名が同じな2つのファイルを復旧させる時に自動でリネームすることもできる。
他のデータ復旧ソフトウェアと同様にRecuvaも参照されていないデータを探しているが、オペレーティングシステムが削除されたファイルの場所に新たなデータを書き込んだ場合は復旧できないことが多い。